# Маликова, Гузяль Хасановна
Гузяль Хасановна Маликова  (род. 8 ноября 1962) — артистка Башкирского государственного академического театра драмы имени М. Гафури, народная артистка Республики Башкортостан (2009).

## Биография
Маликова Гузяль Хасановна родилась в 1962 году.
В 1987 году окончила Уфимский государственный институт искусств.
По окончании института принята в труппу Башкирского государственного академического театра драмы имени М. Гафури, где и работает по настоящее время.

## Роли в спектаклях
Ляля Моисеевна в «Возлюбленной» Р. Байбулатова, Мабрура в музыкальной драме «Асылъяр» по пьесе М. Файзи, Маруи в драме «Утраченные грёзы» по А. Атнабаеву, Октябрина («Любви все возрасты покорны», Н. Гаитбаев), Мадам Труабаль («Мою жену зовут Морис», Раффи Шарт), Родоначальница («Затмение», М. Карим), Мать («Артур+Нэнси» А. Дильмухаметова),  Старушка Шатмантамак («Золотое сердце», С. Сурина),  Аксылу («Дочь степей», А. Ягафарова), Мать («Тополёк мой в красной косынке», Ч. Айтматов), Старуха  в притче киргизского автора и режиссёра Нурлана Абдыкадырова «Колыбель желаний».

## Роли в фильмах
Джамиля  в художественном фильме «Дочь Луны» (по сценарию Ф. Булякова, режиссёр А. Нурмухаметов).

## Награды и звания
- Народная артистка Республики Башкортостан (2009)
- Заслуженная артистка Республики Башкортостан (1997)
- «Лучшая женская роль» на Республиканском Фестивале «Театральная весна-2003»